# Carepa
Carepa ist eine Gemeinde (Municipio) im Departamento Antioquia in Kolumbien.

## Geographie
Carepa liegt im Norden von Antioquia in der Subregion Urabá, 308 km von Medellín entfernt, auf einer Höhe von 28 m ü. NN. Die Gemeinde grenzt im Norden an Apartadó, im Osten an Tierralta im Departamento de Córdoba, im Westen an Chigorodó und Turbo und im Süden an Chigorodó.

## Bevölkerung
Die Gemeinde Carepa hat 52.749 Einwohner, von denen 38.954 im städtischen Teil (cabecera municipal) der Gemeinde leben (Stand: 2022).

## Geschichte
Auf dem Gebiet des heutigen Carepa lebten vor der Ankunft der Spanier das indigene Volk der Katíos. Der Ort Carepa wurde erst 1950 gegründet und 1983 zur Gemeinde.

## Wirtschaft
Der wichtigste Wirtschaftszweig von Carepa ist die Landwirtschaft, insbesondere der Anbau und Export von Bananen. Zudem werden noch Mais, Reis, Maniok, Kokosnuss und Kakao angebaut und es gibt Rinderproduktion. Auf dem Gebiet der Gemeinde Carepa befindet sich außerdem der Flughafen von Apartadó, der Flughafen Antonio Roldán Betancourt.

## Söhne und Töchter der Stadt
- Hernán Gaviria (1969–2002), Fußballspieler
- Lina Flórez (* 1984), Hürdenläuferin
- Eliecith Palacios (* 1987), Leichtathletin
- Miguel Ángel Martínez (* 2003), Volleyballspieler